# Tingsås landskommun
Tingsås landskommun var en tidigare kommun i Kronobergs län.

## Administrativ historik
När 1862 års kommunalförordningar trädde i kraft inrättades i Sverige cirka 2 500 kommuner. Huvuddelen av dessa var landskommuner (baserade på den äldre sockenindelningen), vartill kom 89 städer och åtta köpingar. I Tingsås socken i Konga härad i Småland inrättades då denna kommun. År 1921 avskiljdes ett område för att bilda Tingsryds köping.
Vid kommunreformen 1952 återförenades Tingsås och Tingsryd genom att landskommunen gick upp i köpingen.
Motsvarande församling Tingsås församling, delades aldrig.

## Politik

### Mandatfördelning i valen 1938-1946
| 2 | 3 | 8 | 12 |

| 24 |

| 5 | 7 | 8 |

| 19 |

| 5 | 8 | 7 |

| 19 |